# Josefine Opsahl
Josefine Opsahl (født 18. januar 1992) er en dansk komponist og cellist, uddannet indenfor klassisk og nutidig musik på Det kgl. danske Musikkonservatorium og Northwestern University (IL, US) og om solist med speciale i Contemporary Creative Art på Syddansk Musikkonservatorium. Hun arbejder som komponist og som artist med solocello og live elektronik og lyddesign.
Som komponist har hun skrevet to operaer, balletmusik til Den Kongelige Ballet, og en række større symfoniske værker, herunder en cellokoncert og et symfonisk værk til Elbphilharmonien. Hun har modtaget en række priser for sit arbejde som komponist og solo cellist, bl.a. Kronprisparrets Stjernedryspris 2022, Léonie Sonnings Musikpris 2021 og Wilhelm Hansen Fondens Hæderspris 2020.
Hun har turneret, og hendes værker er blevet opført i USA, Europa, Kina, Brasilien og Argentina, og hendes pladeudgivelser, senest solo debut albummet, Atrium udgivet hos Dacapo Records (august 2022), har modtaget anmelderroser og priser i ind- og udland så som Danmarks Radio’s Lytterpris og Round Glass Music Award (US).
Josefine Opsahl har givet masterclasses og talks i Shanghai, på Det Kgl. Danske Kunstakademis Skoler, Det Kongelige Danske Musikkonservatorium, Det Rytmiske Musikkonservatorium samt Københavns Universitet.
Hun er to gange blevet udvalgt til talentprogrammet ‘Den Unge Kunstneriske Elite' med sine ensembler (Kottos og We Like We) udpeget af Kunstfonden.

## Større kompositoriske værker
- A Mass of Stars Block the View skrevet for Berlin Academy of American Music, verdens premiere i Elbphilharmonien i juni 2024,
- Passengers of Passing Moments[7] (Koreorama) ballet skrevet for Det Kongelige Ballet, Gamle Scene Det Kongelige Teater[8], marts-april 2024,
- Hjem[9] (2023) opera skrevet for Opera Festivalen med premiere i det nedlagte Vridsløselille Fængsel, august-september 2023,
- Hands[10] (2023) cello concerto bestilt af Århus Sinfonietta for Spot Festival 2023
- DrømmeDøden[11] (2021) opera skrevet for Nordic Opera med premiere på Den Ny Opera, Skuespilhuset og Folkoperan i Stockholm (SE), maj-juni 2022,
- Drei Bewegungen des Elektrischen Körpers (2021) for Københavns Drengekor, Den Kongelige Ballet i koreografi af Balletmester Nikolaj Hübbe og Livgardens blæserkvintet, som blev bestilt og uropført til ære for HM Dronningen af Danmark ved hendes statsbesøg i Berlin (DE) November 2021,
- I Walk I Bleed (2020-21) koncert og performance for 10 celli til Click Festival 2020, repremiere hos Sort/Hvid 2021,
- Noli Turbare Circulos Meos (2020) for Esbjerg Ensemblet og
- Ekklesiaterion (2021) for solo cello og kvadrofonisk højttalersystem Intonal Festival i Malmö (SE)[12]